# 圖盧茲地鐵
土魯斯地鐵（法語：Métro de Toulouse）是法國城市土魯斯的地鐵系統，通車於1993年，服務土魯斯及其附近地區。目前有兩條路線(A線與B線)，37個車站，路網總長度為28.2公里。

## 歷史

### 地鐵開通前
土魯斯的第一條大眾運輸路線，於1863年 4 月 12日投入使用，為馬拉有軌電車。1906年電力驅動的有軌電車在土魯斯開通，但是在1957年停止運行被公交車與自用車取代。1970 年土魯斯設置了公交專用道，以緩解交通問題。1980年土魯斯決定建設一種新的交通形式，補充公交車的不足。最初政府傾向使用有軌電車，但市議會支持自動駕駛的VAL膠輪捷運系統，1985年7月9日，VAL地鐵被批准為最終的選擇，並決定將路線建設於城市的東北-西南軸線下。1989年土魯斯地鐵A線開始建設。

### 開通與擴展
土魯斯地鐵A線於1993年6月28日開通喬利蒙站至巴索坎波站，成為世界上第二個自動駕駛的地鐵網絡，僅次於里爾地鐵。
1997年土魯斯開始A線向北延伸和B線建設的前期研究，並於2001年開始建設。2003年 12 月A線向北延伸完工，開始自巴爾瑪-格拉蒙站至巴索坎波站全線運營。2007年6月30日，B 線開通運營，自邊境站至拉蒙維爾站，完成目前土魯斯地鐵的營運規模。
由於沒有預料到地鐵的使用量會快速增長，A 線最初有四個車站，沒有建設可供4節編組使用的月台長度，然而到2000年代初期，A線運量已達飽和，B線於2007年6月開通，更導致克流量增加了30%。於是土魯斯開始著手，將A線編組擴長度增1倍，相關計畫包括引入新列車，與增建月台長度，原計畫於2013年完成。
新列車於2011到2012年間交付。月台長度的增建工程卻因為時任市長讓·呂克·穆登將建設重心放於土魯斯有軌電車而停擺，直到新市長上任後才於2015年重啟計畫，Tisséo計畫將A線列車增長1倍至52米，相關施工於2017年開始，並導致2017~2019年3個夏季，A線暫停運營5~6週。月台擴建計畫順利於2019年完成， 2020 年 1 月 8 日開始投入使用。

## 路線

### 營運路線
土魯斯地鐵現有2條運營路線，37個車站，路網長28.2公里。A線為東北-西南走向的路線，B線則為南北走向，兩線可以在讓·若雷站轉乘。
| 路線 | 开通 | 起訖站                        | 車站數 | 路線長度 (km) |
| ---- | ---- | ----------------------------- | ------ | ------------- |
|      | 1993 | 巴爾瑪-格拉蒙站 -- 巴索坎波站 | 18     | 12.5          |
|      | 2007 | 邊境站 -- 拉蒙維爾站          | 20     | 15.7          |

### 計畫路線

包含規劃中路線的土魯斯城市軌道交通網絡。

土魯斯地鐵目前計畫有：1條延伸線 (B線)、1條新建路線(航空快線)與B線運量擴充。

#### B線計畫
土魯斯針對B線在2012年提出南延計畫，計畫延伸5公里，設置4個車站，並在2014年獲得中央政府同意。然而由於新地鐵線--航空快線開始計畫，B線延長規劃出現改變，在2016年B線延長計畫縮減為2.5公里，2個車站，在終點站土魯斯國立理工學院站與航空快線換乘，剩餘被縮減的路段計畫改由航空快線運營，不過B線延伸段目前只計畫建設單線，因此規劃中只有1/4的列車會運營至延長線，班距將長達6分鐘。2019年B線延伸通過公開調查，並於2020年宣布為公用事業，計畫於2022年動工，2026年完工。因2019冠状病毒病疫情，以及與西門子談判的延誤，延至2023年3月動工，2027年完工。
另外隨著B線延長與航空快線完工，B線客運量預計增長，因此土魯斯也展開擴充B線運量的規劃，與A線相同，計畫開行4節編組52米長的列車，將B線的容量增加一倍。該工程相較於A線的運能擴充計畫，將更為容易，因為B線興建時，所有車站都已經建設為4節編組可以使用的長度。

#### 航空快線

C線標誌

在2000年代土魯斯便有新建地鐵線連接土魯斯東部與西部的提議，2014年讓·呂克·穆登以新建第三條地鐵路線為競選政見，計畫連接法國國鐵樞紐图卢兹马塔比欧車站與图卢兹-布拉尼亚克机场，並順利當選，隨後在2015年啟動新地鐵線的研究，並將新路線定名為「航空快線」，簡稱TAE。2015年末Tisséo提出初期規劃，TAE線初步計畫興建約21公里長的新路線，設置17個車站。2016年計畫擴充，向西延伸1站與C線轉乘；向東延伸3站，與B線轉乘，並包含部分原先屬於B線延伸的路段。
計畫擴充後TAE線長約27公里，將設置21個車站，從科洛米耶車站站到拉貝格‧拉‧卡登車站站，其中3個車站與A、B線換乘。2020年Tisséo決定由阿爾斯通負責製造TAE線的列車，TAE線將採用阿爾斯通大都會型列車，與A、B線不同，TAE線將是鋼輪鋼軌列車，採用自動駕駛，列車寬度2.7公尺、長度36公尺，可搭載286名乘客，遠期可能擴展至48米，可容納386名乘客，平均營運速度41km/h。西門子對土魯斯就阿爾斯通獲標提出行政訴訟，但未成功。
TAE線於2022年動工，并改称「地鐵C線」，原計畫2025年完工，目前延遲至2028年底。另外TAE線實際上並未抵達土魯斯-布拉尼亞克機場，因此計畫還包括將土魯斯有軌電車T2線營運縮減，取消與T1線共線的路段，只服務TAE線與機場之間的交通，班距縮減至5分鐘，2023年6月5日开始T2線關閉改造，预计2026年重新恢復运营。

## 車輛
土魯斯地鐵使用VAL自動駕駛膠輪捷運系統列車，VAL列車分為206與208兩型，最初的206型由馬特拉製造，後來馬特拉的鐵路運輸部門被西门子收購，因此208型改由西門子製造。206型列車自土魯斯地鐵於1993年開始運營即投入使用，目前土魯斯地鐵有28列206型列車，全部在A線運營，最初採用2節編組，正常載客量124人，最大載客量可以達208人。 2020 年 1 月 8 日A線完成車站與自動控制系統改造之後，開始運行4節編組的列車。
除了206型之外，土魯斯地鐵還有75列208型列車，在兩條路線上均有運行，208型相較於206型擁有更輕的車身、更高效的發動機，與更大的車身容量，此外土魯斯地鐵除了208型列車的原型之外，還有NG與NG2，兩種針對噪音與車身重量進行改良的改良型。目前208型在B線使用2節編組，在A線則擴充至4節編組，2節編組的列車正常載客量為156人，最大載客量可以達238人。

## 營運資訊
土魯斯地鐵兩條地鐵線路從每天早上 5：15 開始運營。在週日到週四末班車於隔日0：00開出，週五與週六延長運營至隔日3：00。2018年1月1日，土魯斯地鐵自開通以來首次在跨年夜期間不中斷運營。這是土魯斯地鐵第一次不間斷運行超過24小時。當晚結束時，Tisséo宣布全日運營成功，網絡運營沒有任何問題，並且未來可以在每個跨年夜不中斷運營。
土魯斯地鐵的價格與Tisséo網絡其他交通工具相同，票種包括單程票、十趟票 (無時限)、一日票、三日票、團體票 (可於單日搭乘12人次)，單程票票價1.7歐元，可以使用行動支付。Tisséo 自 2018 年起還推出了「星球門票」，星球門票是一張有效期為一天的車票，可無限次搭乘，價格為 3.5 歐元，僅在空氣污染觸發警報時發售。另外土魯斯地鐵還可以使用電子票證Pastel付費，Pastel還可以使用在Tisséo網絡以外其他土魯斯地區交通工具。

## C線

圖盧茲公共交通網絡C線路線圖

C線指「土魯斯公共交通網絡C線」，經常被誤稱為「土魯斯地鐵C線」。該線實際上由法国国铁 (SNCF)運營，屬於通勤铁路，C線使用法国大区公共交通 (TER)的图卢兹－欧什铁路路線與列車，1993年SNCF與土魯斯達成資費協議，使旅客可以以城市內交通的票價使用該路段。在 2003 年 9 月，C線完成基礎設施的重大改進。
目前C線營運長度7公里，有6座車站，從土魯斯-圣西普里安-競技場車站到科洛米耶車站，可以在土魯斯-圣西普里安-競技場車站與土魯斯地鐵A線的競技場站換乘，C線為非電氣化鐵路，全線僅2/3的路段為雙軌，SNCF為C線的6個車站提供專用列車，尖峰班距每小時三班，離峰約每小時一班，從 5：51 (首班車出站)運行到20：58 (末班車到站)。
SNCF在2019年進行C線的未來計畫包括全線雙軌化、電氣化、營運區間延長，但計畫僅於規劃階段。目前C線的客運量不足，雖然2019年時兩端起訖站年運量超過20萬，但中間各站每年不到1.5萬人，加上土魯斯地鐵新線--航空快線，路線與C線平行，而且終點與C線終點科洛米耶車站共站，因此C線客流量預計將會減少。

## 外部連結
- Tisséo – official website（页面存档备份，存于） （法文）
- Toulouse at UrbanRail.net （页面存档备份，存于） （英文）
- Toulouse rail transit network at CityRailTransit.com （页面存档备份，存于） （英文）